# Jonathan Smith (amerikaifutball-edző)
Jonathan Charles Smith (Pasadena, Kalifornia, 1979. január 18. –) amerikai amerikaifutball-játékos és -edző, 2024-től a Michigan State Spartans vezetőedzője. A pozíciót korábban az Oregon State Beaversnél töltötte be.

## Fiatalkora
1997-ben érettségizett a glendorai középiskolában, majd az Oregon State Beavers játékosa lett. 2000. évi játékával a csapat addigi legsikeresebb szezonját zárta és országosan negyedik helyezést értek el. A 2001-es Fiesta Bowl legértékesebb játékosának nevezték.

## Edzőként

### Edzőhelyettesként
2002-ben és 2003-ban Dennis Erickson, illetve Mike Riley helyetteseként az Oregon State Beavers munkatársa volt. 2004 és 2009 között az Idaho Vandals, 2010–2011-ben a Montana Grizzlies, 2012–2013-ban a Boise State Broncos, majd 2014 és 2017 között a Washington Huskies csapatánál töltött be pozíciókat.

### Oregon State Beavers
2017. november 29-én Gary Andersen lemondása miatt az Oregon State Beavers vezetőedzőjévé nevezték ki. Első nyertes szezonja a 2021-es volt, amikor kijutottak az LA, majd 2022-ben a Las Vegas Bowlra.
Az eredeti feltételek szerint éves fizetése 1,9 millió dollár, és szerződése minden legalább hatgyőzelmes szezon után egy évvel meghosszabbodik. 2020. január 27-én szerződését 2025-ig, 2021-ben pedig 2027-ig meghosszabbították, éves fizetése emellett 3,25 millió dollárra (majd 2023-ban 4,85 millió dollárra) nőtt.

### Michigan State Spartans
2023. november 25-én a Michigan State Spartans vezetőedzőjévé nevezték ki; a pozíció Mel Tucker szeptemberi kirúgása óta betöltetlen volt.

## Statisztika
| Mérkőzések | Mérkőzések           | Mérkőzések | Passzok | Passzok | Passzok | Passzok | Passzok | Passzok | Támadások | Támadások |
| Év         | Csapat               | GP         | Cmp     | Att     | Pct     | Yds     | TD      | Int     | Yds       | TD        |
| ---------- | -------------------- | ---------- | ------- | ------- | ------- | ------- | ------- | ------- | --------- | --------- |
| 1998       | Oregon State Beavers | 6          | 81      | 181     | 44,8%   | 1427    | 6       | 5       | -56       | 0         |
| 1999       | Oregon State Beavers | 12         | 207     | 425     | 48,7%   | 3053    | 15      | 7       | -96       | 3         |
| 2000       | Oregon State Beavers | 12         | 170     | 338     | 50,3%   | 2773    | 20      | 7       | -165      | 0         |
| 2001       | Oregon State Beavers | 11         | 180     | 317     | 56,8%   | 2427    | 14      | 10      | -141      | 1         |
| Összesen:  | Összesen:            | 41         | 638     | 1261    | 50,6%   | 9680    | 55      | 29      | -458      | 4         |

## Eredményei vezetőedzőként
| Év                                           | Eredmény                                 | Eredmény                                 | Helyezés                                 | Továbbjutás                              |
| Év                                           | Összesített                              | Konferencia                              | Helyezés                                 | Továbbjutás                              |
| Oregon State Beavers (Pac-12 Conference)     | Oregon State Beavers (Pac-12 Conference) | Oregon State Beavers (Pac-12 Conference) | Oregon State Beavers (Pac-12 Conference) | Oregon State Beavers (Pac-12 Conference) |
| -------------------------------------------- | ---------------------------------------- | ---------------------------------------- | ---------------------------------------- | ---------------------------------------- |
| 2018                                         | 2–10                                     | 1–8                                      | 6.                                       | –                                        |
| 2019                                         | 5–7                                      | 4–5                                      | T-2.                                     | –                                        |
| 2020                                         | 2–5                                      | 2–5                                      | 4.                                       | –                                        |
| 2021                                         | 7–6                                      | 5–4                                      | 3.                                       | LA Bowl                                  |
| 2022                                         | 10–3                                     | 6–3                                      | T-5.                                     | Las Vegas Bowl                           |
| 2023                                         | 8–4                                      | 5–4                                      | T-4.                                     | Sun Bowl                                 |
| Eredmény:                                    | 34–35                                    | 23–29                                    | –                                        | –                                        |
| Michigan State Spartans (Big Ten Conference) |                                          |                                          |                                          |                                          |
| 2024                                         | 5–7                                      | 3–6                                      | T-12.                                    | –                                        |
| Eredmény:                                    | 5–7                                      | 3–6                                      | –                                        | –                                        |
| Összesen:                                    | 39–42                                    | –                                        | –                                        | –                                        |

## Fordítás
- Ez a szócikk részben vagy egészben  a   Jonathan Smith (American football coach) című angol Wikipédia-szócikk ezen változatának fordításán alapul.  Az eredeti cikk szerkesztőit annak laptörténete sorolja fel. Ez a jelzés csupán a megfogalmazás eredetét és a szerzői jogokat jelzi, nem szolgál a cikkben szereplő információk forrásmegjelöléseként.